# Mountain Men (reality show)
Mountain Men (ou Homens da Montanha no Brasil) é um Reality Show Estadunidense do canal History que estreou dia 31 de maio de 2012.